# Myles Pollard
Myles Pollard (Perth, 4 novembre 1972) è un attore australiano, noto per il suo ruolo di Nick Ryan nella serie tv Le sorelle McLeod.

## Biografia
Myles Pollard è nato a Perth ed è cresciuto in remote comunità nell'Australia Occidentale, dove suo padre era preside e sua madre insegnava musica. Sebbene si trasferissero ogni due o cinque anni, Pollard trascorse l'ultima parte dei suoi anni di liceo a Perth.

### Carriera
Dopo essersi laureato all'università conseguendo un Bachelor of Arts in Education nel 1994, Pollard si trasferì a Sydney per iniziare una carriera da attore. Si è esibito con Re Lear al New Theatre e ha fatto l'audizione per NIDA l'anno successivo. Fu accettato nel loro programma triennale, laureandosi nel 1998.
Oltre a Le sorelle McLeod, Pollard ha anche avuto ruoli nelle serie televisive Wildside, Invincibles, Water Rats, Home and Away, All Saints e Double Trouble.
Dopo il suo primo lavoro in Wildside, ha fatto un tour con Bell Shakespeare in una versione di Romeo e Giulietta che ha esplorato i temi del razzismo in Australia.
Ha ricevuto una nomination al Silver Logie Award come attore più popolare agli Australian TV Week Logie Awards del 2003.

### Vita Privata
Pollard ha sposato Brigitta Wuthe nel 2006. Il loro figlio, Ronin Wilson Pollard, è nato nel 2007.
Pollard ha giocato a pallanuoto per due anni nel 1989/90 e 1990/91 con il Triton Water Polo Club a Perth, nell'Australia occidentale.

## Doppiatori italiani
- Patrizio Prata ne Le sorelle McLeod e in Drift - Cavalca l'onda.